# Намасте (Остаться в живых)
«Намасте» (англ. Namaste) — девятая серия пятого сезона и девяносто пятая серия в общем счёте телесериала «Остаться в живых». Серия была показана в эфире телеканала ABC 18 марта 2009 года. В этой серии нет центрального персонажа, сюжет рассказывает о Шестёрке Oceanic на Острове.

## Сюжет

### 2007 год
Серия начинается в момент катастрофы рейса 316 Ajira Airways. Пилоту Фрэнку Лапидусу удалось посадить самолёт на посадочную полосу на небольшом острове, на котором находится станция «Гидра» (посадочную полосу строили Другие в серии «Стеклянная балерина», при этом заставляя Кейт и Сойера тоже участвовать в строительстве). В то время как выжившие пассажиры рейса 316 решают, что делать дальше, Бен уходит к лодкам, чтобы попасть на основной остров. За Беном последовали Сун и Лапидус. На берегу рядом с лодками Сун бьёт Бена по голове веслом и вместе с Фрэнком уплывает на главный остров, чтобы попытаться найти Джина и других выживших. В заброшенном поселке DHARMA Initiative они встречают Кристиана Шепарда, который показывает им фотографию новобранцев DHARMA, датированную 1977 годом. Среди новичков можно увидеть Джека, Кейт и Хёрли. Кристиан Шепард говорит Сун, что Джин также находится в 1977 году.

### 1977 год
В 1977 году действие разворачивается сразу после событий, показанных в серии LaFleur. Сойер встречает Джека, Кейт и Хёрли, рассказывает им про работу в Dharma Initiative и объясняет ситуацию с прыжками во времени. Сойер решает привести вернувшихся людей под видом новобранцев, прибывших на подводной лодке. Джульет подделывает документацию, а также узнает, что Эми назвала новорождённого сына Итан (Итан Ром, в будущем один из Других). Новобранцы получают распределение на работу (Джек получает должность уборщика, Кейт — механика, Хёрли — повара).
В это же время Джин, узнавший, что Сун также летела рейсом 316, едет на станцию Пламя. Он полагает, что Радзинскому, работающему на станции, должно быть известно о катастрофе. Однако никаких признаков разбившегося самолёта обнаружить не удаётся, поскольку крушение произошло в 2007 году. В это время объявляется тревога, Джин выбегает на поиски нарушителя и обнаруживает Саида. Джин вынужден захватить Саида в плен, поскольку Радзинский также обнаружил Саида. Сойер приезжает на станцию Пламя и забирает Саида в посёлок, где запирает его в камере.
Вечером Джек приходит к Сойеру для обсуждения сложившейся ситуации. Между ними возникает конфликт. Сойер утверждает, что, в отличие от Джека, является «мыслящим руководителем», поэтому ему удалось помочь неожиданно вернувшимся друзьям, а проблему с Саидом он решит завтра. Джек отвечает, что благодаря ему с острова спаслась часть людей, на это Сойер замечает, что смысла в этом спасении было мало.
В это же время в камеру с целью знакомства с захваченным пленником приходит юный Бен, который приносит Саиду сандвич.